# رزماری کسالس
 رزماری کسالس (انگلیسی: Rosemary Casals؛ زاده ۱۶ سپتامبر ۱۹۴۸) یک تنیس‌باز اهل ایالات متحده آمریکا است.